# Matija Vlačić Ilirik
Matija Vlačić Ilirik (Matthias Flacius Illyricus), protestantski teolog, jezikoslovec in zgodovinar, * 3. marec 1520 Labin; † 11. marec 1575 Frankfurt na Majni.
V Istri rojeni Vlačić je bil eden najpomembnejših luteranskih teologov. Bil je učenec Martina Lutra in Philippa Melanchtona, pozneje pa se je s slednjim sprl.
Po njem se imenuje protestantska teološka fakulteta v Zagrebu.

## Dela
- De vocabulo fidei (1549)
- De voce et re fidei (1555)
- Catalogus testium veritatis, qui ante nostram aetatem reclamarunt Papae (1556)
- Confessio Waldensium (1558)
- Konfutationsbuch (1559)
- Ecclesiastica historia, integram Ecclesiae Christi ideam ... secundum singulas Centurias, perspicuo ordine complectens ... ex vetustissimis historicis ...congesta: Per aliquot studiosos et pios viros in urbe Magdeburgica (1559-1574)
- Clavis Scripturae Sacrae seu de Sermone Sacrarum literarum (1567)
- Glossa compendiaria in Novum Testamentum (1570)